# Список астероїдів (5701—5800)
| Назва                                 | Тимчасове позначення               | Дата відкриття    | Місце відкриття                         | Відкривач                                              |
| ------------------------------------- | ---------------------------------- | ----------------- | --------------------------------------- | ------------------------------------------------------ |
| 5701 Бальтук (Baltuck)                | 1929 VS                            | 3 листопада 1929  | Ловеллівська обсерваторія               | Клайд Томбо                                            |
| 5702 Морандо (Morando)                | 1931 FC                            | 16 березня 1931   | Обсерваторія Гейдельберг-Кеніґштуль     | Макс Вольф                                             |
| 5703 Гевелій (Hevelius)               | 1931 VS                            | 15 листопада 1931 | Обсерваторія Гейдельберг-Кеніґштуль     | К. В. Райнмут                                          |
| 5704 Шумахер (Schumacher)             | 1950 DE                            | 17 лютого 1950    | Обсерваторія Гейдельберг-Кеніґштуль     | К. В. Райнмут                                          |
| 5705 Ерікстеркен (Ericsterken)        | 1965 UA                            | 21 жовтня 1965    | Королівська обсерваторія Бельгії        | Анрі Дебеонь                                           |
| 5706 Фінкелштайн (Finkelstein)        | 1971 SS1                           | 23 вересня 1971   | КрАО                                    | КрАО                                                   |
| 5707 Шевченко (Shevchenko)            | 1976 GY3                           | 2 квітня 1976     | КрАО                                    | Черних Микола Степанович                               |
| 5708 Меланхолія (Melancholia)         | 1977 TC1                           | 12 жовтня 1977    | Ціммервальдська обсерваторія            | Пауль Вільд                                            |
| 5709 Tamyeunleung                     | 1977 TS3                           | 12 жовтня 1977    | Обсерваторія Цзицзіньшань               | Обсерваторія Червона Гора                              |
| 5710 Сілентіум (Silentium)            | 1977 UP                            | 18 жовтня 1977    | Ціммервальдська обсерваторія            | Пауль Вільд                                            |
| 5711 Енеєв (Eneev)                    | 1978 SO4                           | 27 вересня 1978   | КрАО                                    | Черних Людмила Іванівна                                |
| 5712 Функе (Funke)                    | 1979 SR                            | 25 вересня 1979   | Обсерваторія Клеть                      | Антонін Мркос                                          |
| (5713) 1982 FF3                       | 1982 FF3                           | 21 березня 1982   | Обсерваторія Ла-Сілья                   | Анрі Дебеонь                                           |
| 5714 Красінський (Krasinsky)          | 1982 PR                            | 14 серпня 1982    | КрАО                                    | Черних Микола Степанович                               |
| 5715 Крамер (Kramer)                  | 1982 SE1                           | 22 вересня 1982   | Станція Андерсон-Меса                   | Едвард Бовелл                                          |
| 5716 Пікард (Pickard)                 | 1982 UH                            | 17 жовтня 1982    | Станція Андерсон-Меса                   | Едвард Бовелл                                          |
| 5717 Дамір (Damir)                    | 1982 UM6                           | 20 жовтня 1982    | КрАО                                    | Карачкіна Людмила Георгіївна                           |
| (5718) 1983 PB                        | 1983 PB                            | 4 серпня 1983     | Університетська обсерваторія Маунт-Джон | Алан Ґілмор, Памела Кілмартін                          |
| 5719 Кржіжік (Krizik)                 | 1983 RX                            | 7 вересня 1983    | Обсерваторія Клеть                      | Антонін Мркос                                          |
| 5720 Halweaver                        | 1984 FN                            | 29 березня 1984   | Паломарська обсерваторія                | Керолін Шумейкер, Юджин Шумейкер                       |
| (5721) 1984 SO5                       | 1984 SO5                           | 18 вересня 1984   | Обсерваторія Ла-Сілья                   | Анрі Дебеонь                                           |
| 5722 Джоншеррер (Johnscherrer)        | 1986 JS                            | 2 травня 1986     | Паломарська обсерваторія                | INAS                                                   |
| 5723 Гудзон (Hudson)                  | 1986 RR2                           | 6 вересня 1986    | Станція Андерсон-Меса                   | Едвард Бовелл                                          |
| (5724) 1986 WE                        | 1986 WE 1938 GD                    | 22 листопада 1986 | Тойота                                  | Кендзо Судзукі, Такеші Урата                           |
| 5725 Ньордлінген (Nordlingen)         | 1988 BK2                           | 23 січня 1988     | Паломарська обсерваторія                | Керолін Шумейкер, Юджин Шумейкер                       |
| 5726 Рубін (Rubin)                    | 1988 BN2                           | 24 січня 1988     | Паломарська обсерваторія                | Керолін Шумейкер, Юджин Шумейкер                       |
| (5727) 1988 BB4                       | 1988 BB4                           | 19 січня 1988     | Обсерваторія Ла-Сілья                   | Анрі Дебеонь                                           |
| (5728) 1988 BJ4                       | 1988 BJ4                           | 20 січня 1988     | Обсерваторія Ла-Сілья                   | Анрі Дебеонь                                           |
| (5729) 1988 TA1                       | 1988 TA1                           | 13 жовтня 1988    | Обсерваторія Кушіро                     | Сейджі Уеда, Хіроші Канеда                             |
| 5730 Йоносуке (Yonosuke)              | 1988 TP1 1973 UO3                  | 13 жовтня 1988    | Обсерваторія Ґекко                      | Йошіакі Ошіма                                          |
| 5731 Zeus                             | 1988 VP4                           | 4 листопада 1988  | Паломарська обсерваторія                | Керолін Шумейкер, Юджин Шумейкер                       |
| (5732) 1988 WC                        | 1988 WC                            | 29 листопада 1988 | Обсерваторія Йорії                      | Масару Араї, Хіроші Морі                               |
| (5733) 1989 AQ                        | 1989 AQ                            | 4 січня 1989      | Обсерваторія Кушіро                     | Сейджі Уеда, Хіроші Канеда                             |
| 5734 Ноґуті (Noguchi)                 | 1989 AL1                           | 15 січня 1989     | Обсерваторія Кітамі                     | Кін Ендате, Кадзуро Ватанабе                           |
| 5735 Лоріпауль (Loripaul)             | 1989 LM                            | 4 червня 1989     | Паломарська обсерваторія                | Е. Гелін                                               |
| 5736 Сенфорд (Sanford)                | 1989 LW                            | 6 червня 1989     | Паломарська обсерваторія                | Е. Гелін                                               |
| 5737 Ітох (Itoh)                      | 1989 SK                            | 30 вересня 1989   | Обсерваторія Мінамі-Ода                 | Тосіро Номура, Койо Каванісі                           |
| 5738 Billpickering                    | 1989 UY3                           | 27 жовтня 1989    | Паломарська обсерваторія                | Е. Гелін                                               |
| 5739 Робертбернс                      | 1989 WK2                           | 24 листопада 1989 | Обсерваторія Сайдинг-Спрінг             | Роберт Макнот                                          |
| 5740 Тотомі (Toutoumi)                | 1989 WM3                           | 29 листопада 1989 | Обсерваторія Ґекко                      | Йошіакі Ошіма                                          |
| 5741 Аканемарута (Akanemaruta)        | 1989 XC 1986 CX1 5741 Akanemaruta  | 2 грудня 1989     | Обсерваторія Ніхондайра                 | Обсерваторія Ніхондайра                                |
| (5742) 1990 TN4                       | 1990 TN4 1982 JF 1985 WR           | 9 жовтня 1990     | Обсерваторія Сайдинг-Спрінг             | Роберт Макнот                                          |
| 5743 Като (Kato)                      | 1990 UW 1983 RQ1 1988 AE1          | 19 жовтня 1990    | Сусоно                                  | Макіо Акіяма, Тошімата Фурута                          |
| 5744 Йорімаса (Yorimasa)              | 1990 XP 1983 TM2 1991 AG           | 14 грудня 1990    | Станція JCPM Якіїмо                     | Акіра Наторі, Такеші Урата                             |
| (5745) 1991 AN                        | 1991 AN 1928 TE 1980 TC15 1983 RB9 | 9 січня 1991      | Окутама                                 | Цуному Хіокі, Шудзі Хаякава                            |
| (5746) 1991 CK                        | 1991 CK                            | 5 лютого 1991     | Обсерваторія Йорії                      | Масару Араї, Хіроші Морі                               |
| (5747) 1991 CO3                       | 1991 CO3                           | 10 лютого 1991    | Обсерваторія Сайдинг-Спрінг             | Роберт Макнот                                          |
| 5748 Дейвбрін (Davebrin)              | 1991 DX                            | 19 лютого 1991    | Паломарська обсерваторія                | Е. Гелін                                               |
| (5749) 1991 FV                        | 1991 FV                            | 17 березня 1991   | Паломарська обсерваторія                | Е. Гелін                                               |
| 5750 Кандатай (Kandatai)              | 1991 GG1                           | 11 квітня 1991    | Обсерваторія Кітамі                     | Ацусі Такагасі, Кадзуро Ватанабе                       |
| 5751 Zao                              | 1992 AC                            | 5 січня 1992      | Станція Аясі обсерваторії Сендай        | Масахіро Коїсікава                                     |
| (5752) 1992 CJ                        | 1992 CJ 1952 KN 1973 UV            | 10 лютого 1992    | Обсерваторія Уенохара                   | Нобухіро Кавасато                                      |
| 5753 Йосідатадахіко (Yoshidatadahiko) | 1992 EM                            | 4 березня 1992    | Обсерваторія Кітамі                     | Кін Ендате, Кадзуро Ватанабе                           |
| (5754) 1992 FR2                       | 1992 FR2                           | 24 березня 1992   | Обсерваторія Кушіро                     | Сейджі Уеда, Хіроші Канеда                             |
| (5755) 1992 OP7                       | 1992 OP7                           | 20 липня 1992     | Обсерваторія Ла-Сілья                   | Анрі Дебеонь, Альваро Лопес-Ґарсіа                     |
| 5756 Васенберг (Wassenbergh)          | 6034 P-L                           | 24 вересня 1960   | Паломарська обсерваторія                | К. Й. ван Гаутен, І. ван Гаутен-Ґроневельд, Т. Герельс |
| 5757 Тиха (Ticha)                     | 1967 JN                            | 6 травня 1967     | Астрономічний комплекс Ель-Леонсіто     | Карлос Сеско, А. Р. Клемола                            |
| 5758 Бруніні (Brunini)                | 1976 QZ1                           | 20 серпня 1976    | Астрономічний комплекс Ель-Леонсіто     | Обсерваторія Фелікса Аґілара                           |
| 5759 Зощенко (Zoshchenko)             | 1980 BJ4                           | 22 січня 1980     | КрАО                                    | Карачкіна Людмила Георгіївна                           |
| 5760 Міттлефехлдт (Mittlefehldt)      | 1981 EX13                          | 1 березня 1981    | Обсерваторія Сайдинг-Спрінг             | Ш. Дж. Бас                                             |
| 5761 Андреіванов (Andreivanov)        | 1981 ED21                          | 2 березня 1981    | Обсерваторія Сайдинг-Спрінг             | Ш. Дж. Бас                                             |
| 5762 Ванке (Wanke)                    | 1981 EG28                          | 2 березня 1981    | Обсерваторія Сайдинг-Спрінг             | Ш. Дж. Бас                                             |
| (5763) 1982 MA                        | 1982 MA                            | 23 червня 1982    | Університетська обсерваторія Маунт-Джон | Алан Ґілмор, Памела Кілмартін                          |
| (5764) 1985 CS1                       | 1985 CS1                           | 10 лютого 1985    | Обсерваторія Ла-Сілья                   | Анрі Дебеонь                                           |
| 5765 Айзетт (Izett)                   | 1986 GU                            | 4 квітня 1986     | Паломарська обсерваторія                | Керолін Шумейкер, Юджин Шумейкер                       |
| (5766) 1986 QR3                       | 1986 QR3                           | 29 серпня 1986    | Обсерваторія Ла-Сілья                   | Анрі Дебеонь                                           |
| 5767 Молдун (Moldun)                  | 1986 RV2                           | 6 вересня 1986    | Станція Андерсон-Меса                   | Едвард Бовелл                                          |
| 5768 Піттіч (Pittich)                 | 1986 TN1                           | 4 жовтня 1986     | Станція Андерсон-Меса                   | Едвард Бовелл                                          |
| 5769 Мішар (Michard)                  | 1987 PL                            | 6 серпня 1987     | Коссоль                                 | CERGA                                                  |
| (5770) 1987 RY                        | 1987 RY                            | 12 вересня 1987   | Обсерваторія Ла-Сілья                   | Анрі Дебеонь                                           |
| 5771 Сомервілль (Somerville)          | 1987 ST1                           | 21 вересня 1987   | Станція Андерсон-Меса                   | Едвард Бовелл                                          |
| 5772 Джонламберт (Johnlambert)        | 1988 LB                            | 15 червня 1988    | Паломарська обсерваторія                | Е. Гелін                                               |
| (5773) 1989 NO                        | 1989 NO                            | 2 липня 1989      | Паломарська обсерваторія                | Е. Гелін                                               |
| 5774 Ретліф (Ratliff)                 | 1989 NR                            | 2 липня 1989      | Паломарська обсерваторія                | Е. Гелін                                               |
| 5775 Інуяма (Inuyama)                 | 1989 SP                            | 29 вересня 1989   | Обсерваторія Кані                       | Йосікане Мідзуно, Тошімата Фурута                      |
| (5776) 1989 UT2                       | 1989 UT2                           | 29 жовтня 1989    | Окутама                                 | Цуному Хіокі, Нобухіро Кавасато                        |
| 5777 Ханакі (Hanaki)                  | 1989 XF                            | 3 грудня 1989     | Обсерваторія Кані                       | Йосікане Мідзуно, Тошімата Фурута                      |
| 5778 Юрафранс (Jurafrance)            | 1989 YF5                           | 28 грудня 1989    | Обсерваторія Верхнього Провансу         | Ерік Вальтер Ельст                                     |
| 5779 Шупман (Schupmann)               | 1990 BC1                           | 23 січня 1990     | Обсерваторія Кушіро                     | Сейджі Уеда, Хіроші Канеда                             |
| 5780 Лафонтен (Lafontaine)            | 1990 EJ2                           | 2 березня 1990    | Обсерваторія Ла-Сілья                   | Ерік Вальтер Ельст                                     |
| 5781 Бархатова (Barkhatova)           | 1990 SM28                          | 24 вересня 1990   | КрАО                                    | Ґ. Кастель, Журавльова Людмила Василівна               |
| 5782 Акірафудзівара (Akirafujiwara)   | 1991 AF                            | 7 січня 1991      | Обсерваторія Сайдинг-Спрінг             | Роберт Макнот                                          |
| 5783 Кумагая (Kumagaya)               | 1991 CO                            | 5 лютого 1991     | Окутама                                 | Цуному Хіокі, Шудзі Хаякава                            |
| 5784 Йорон (Yoron)                    | 1991 CY                            | 9 лютого 1991     | Станція JCPM Якіїмо                     | Акіра Наторі, Такеші Урата                             |
| 5785 Фултон (Fulton)                  | 1991 FU                            | 17 березня 1991   | Паломарська обсерваторія                | Е. Гелін                                               |
| 5786 Talos                            | 1991 RC                            | 3 вересня 1991    | Обсерваторія Сайдинг-Спрінг             | Роберт Макнот                                          |
| (5787) 1992 FA1                       | 1992 FA1                           | 26 березня 1992   | Обсерваторія Кушіро                     | Сейджі Уеда, Хіроші Канеда                             |
| (5788) 1992 NJ                        | 1992 NJ                            | 1 липня 1992      | Обсерваторія Сайдинг-Спрінг             | Роберт Макнот                                          |
| 5789 Селлін (Sellin)                  | 4018 P-L                           | 24 вересня 1960   | Паломарська обсерваторія                | К. Й. ван Гаутен, І. ван Гаутен-Ґроневельд, Т. Герельс |
| 5790 Наґасакі (Nagasaki)              | 9540 P-L                           | 17 жовтня 1960    | Паломарська обсерваторія                | К. Й. ван Гаутен, І. ван Гаутен-Ґроневельд, Т. Герельс |
| 5791 Комелло (Comello)                | 4053 T-2                           | 29 вересня 1973   | Паломарська обсерваторія                | К. Й. ван Гаутен, І. ван Гаутен-Ґроневельд, Т. Герельс |
| 5792 Унструт (Unstrut)                | 1964 BF                            | 18 січня 1964     | Обсерваторія Карла Шварцшильда          | Ф. Бернґен                                             |
| 5793 Ринґалет (Ringuelet)             | 1975 TK6                           | 5 жовтня 1975     | Астрономічний комплекс Ель-Леонсіто     | Обсерваторія Фелікса Аґілара                           |
| 5794 Ірміна (Irmina)                  | 1976 SW3                           | 24 вересня 1976   | КрАО                                    | Черних Микола Степанович                               |
| 5795 Рощина (Roshchina)               | 1978 SH1                           | 27 вересня 1978   | КрАО                                    | Черних Людмила Іванівна                                |
| (5796) 1978 VK5                       | 1978 VK5                           | 7 листопада 1978  | Паломарська обсерваторія                | Е. Гелін, Ш. Дж. Бас                                   |
| 5797 Bivoj                            | 1980 AA                            | 13 січня 1980     | Обсерваторія Клеть                      | Антонін Мркос                                          |
| 5798 Барнетт (Burnett)                | 1980 RL7                           | 13 вересня 1980   | Паломарська обсерваторія                | Ш. Дж. Бас                                             |
| 5799 Брювінґтон (Brewington)          | 1980 TG4                           | 9 жовтня 1980     | Паломарська обсерваторія                | Керолін Шумейкер                                       |
| 5800 Поллок (Pollock)                 | 1982 UV1                           | 16 жовтня 1982    | Обсерваторія Клеть                      | Антонін Мркос                                          |

| Астероїди 1—10000 → |           |           |           |           |           |           |           |           |            |
| 1—100               | 1001—1100 | 2001—2100 | 3001—3100 | 4001—4100 | 5001—5100 | 6001—6100 | 7001—7100 | 8001—8100 | 9001—9100  |
| 101—200             | 1101—1200 | 2101—2200 | 3101—3200 | 4101—4200 | 5101—5200 | 6101—6200 | 7101—7200 | 8101—8200 | 9101—9200  |
| 201—300             | 1201—1300 | 2201—2300 | 3201—3300 | 4201—4300 | 5201—5300 | 6201—6300 | 7201—7300 | 8201—8300 | 9201—9300  |
| 301—400             | 1301—1400 | 2301—2400 | 3301—3400 | 4301—4400 | 5301—5400 | 6301—6400 | 7301—7400 | 8301—8400 | 9301—9400  |
| 401—500             | 1401—1500 | 2401—2500 | 3401—3500 | 4401—4500 | 5401—5500 | 6401—6500 | 7401—7500 | 8401—8500 | 9401—9500  |
| 501—600             | 1501—1600 | 2501—2600 | 3501—3600 | 4501—4600 | 5501—5600 | 6501—6600 | 7501—7600 | 8501—8600 | 9501—9600  |
| 601—700             | 1601—1700 | 2601—2700 | 3601—3700 | 4601—4700 | 5601—5700 | 6601—6700 | 7601—7700 | 8601—8700 | 9601—9700  |
| 701—800             | 1701—1800 | 2701—2800 | 3701—3800 | 4701—4800 | 5701—5800 | 6701—6800 | 7701—7800 | 8701—8800 | 9701—9800  |
| 801—900             | 1801—1900 | 2801—2900 | 3801—3900 | 4801—4900 | 5801—5900 | 6801—6900 | 7801—7900 | 8801—8900 | 9801—9900  |
| 901—1000            | 1901—2000 | 2901—3000 | 3901—4000 | 4901—5000 | 5901—6000 | 6901—7000 | 7901—8000 | 8901—9000 | 9901—10000 |